# Shinobu Ōta
Pour les articles homonymes, voir Ota.
Shinobu Ota (né le 28 décembre 1993 à Gonohe) est un lutteur japonais. Il a remporté la médaille d'argent des moins de 59 kg aux Jeux olympiques d'été de 2016 à Rio de Janeiro.
Il remporte le titre lors des Jeux asiatiques de 2018 à Jakarta.